# Коскела, Лаури
Лаури Коскела (фин. Lauri Koskela; 16 мая 1907, Лапуа, Западная Похьянмаа, Финляндия — 3 августа 1944, Паакола, Выборгский район, Ленинградская область, СССР) — финский борец греко-римского стиля, чемпион и призёр Олимпийских игр, неоднократный чемпион Европы, чемпион Финляндии (1932, 1933, 1936, 1940—1943)

## Биография
Родился в деревне Хунтала близ Лапуа в семье небогатого фермера и мельника. Был очень маленького роста и слаб здоровьем. Чтобы это поправить в школе занялся спортом. Борьба стала настолько важной для юноши, что он в который раз пришёл в книжный магазин, где продавалась книга по борьбе, и не имея денег, украл её.
После школы поступил работать на завод по производству боеприпасов в Лапуа, вступил в профсоюз и Коммунистическую партию Финляндии. До 1930 года боролся только на местных соревнованиях, поскольку для членов компартии участие в соревнованиях было ограничено, а Лаури Коскела был уже достаточно видным активистом. В 1930 году Коскела всё-таки сделал выбор, перешёл в другой спортивный клуб и даже вступил в национальную гвардию.
На Летних Олимпийских играх 1932 года в Лос-Анджелесе боролся в категории до 61 килограмма (полулёгкий вес); титул оспаривали 8 человек. Выбывание из турнира проходило по мере накопления штрафных баллов. Схватку судили трое судей, за чистую победу штрафные баллы не начислялись, за победу решением судей при любом соотношении голосов начислялся 1 штрафной балл, за проигрыш решением 2-1 начислялись 2 штрафных балла, проигрыш решением 3-0 и чистый проигрыш карался 3 штрафными баллами. На первой же минуте первой схватки Лаури Коскела оказался на лопатках и получил три штрафных балла. Следующие две схватки Коскела победил чисто. К финальным схваткам сложилось следующее положение: Джованни Гоцци не имел штрафных баллов, а Коскела и Вольфганг Эрль имели по три балла. Таким образом, для финского борца шансов на первое место не было (даже при чистой победе Эрля над Гоцци, у Коскела с Гоцци стало бы равное количество баллов, но в личной встрече Коскела проиграл). Немецкий борец шансы на первое место сохранял, если бы выиграл у Гоцци чисто и победил в схватке с Коскела. Однако Эрль победил итальянца по очкам, и Коскела боролся в схватке за второе место, где ему нужно было побеждать с любым счётом. Однако Коскела проиграл и остался на третьем месте.
| Круг  | Соперник       | Страна       | Результат | Основание                   | Время схватки |
| ----- | -------------- | ------------ | --------- | --------------------------- | ------------- |
| 1     | Джованни Гоцци | Италия       | Поражение | Туше (3 штрафных балла)     | 0:58          |
| 2     | Эдён Зомбори   | Венгрия      | Победа    | Туше (0 штрафных баллов)    | 7:15          |
| 3     | -              | -            | -         | -                           | -             |
| 4     | Индржих Маудр  | Чехословакия | Победа    | Туше (0 штрафных баллов)    | 11:07         |
| Финал | Вольфганг Эрль | Германия     | Поражение | По очкам (3 штрафных балла) | -             |

В 1935 году победил на чемпионате Европы.
На Летних Олимпийских играх 1936 года в Берлине боролся в категории до 66 килограммов (лёгкий вес); титул оспаривали 18 человек. Турнир проводился по прежним правилам с начислением штрафных баллов. Набрав к финальным схваткам три штрафных балла, в финальных схватках не боролся: даже если чех Йозеф Херда побеждал Вольдемара Вяли чисто, у Херда и Коскела было бы равное количество штрафных баллов, но в личной встрече Коскела уже победил.
| Круг | Соперник           | Страна       | Результат | Основание                | Время схватки |
| ---- | ------------------ | ------------ | --------- | ------------------------ | ------------- |
| 1    | Хайни Неттельсхейм | Германия     | Победа    | 2-1 (1 штрафной балл)    | -             |
| 2    | Адольф Осселё      | Бельгия      | Победа    | Туше (0 штрафных баллов) | 1:54          |
| 3    | Филип Борлован     | Румыния      | Победа    | Туше (0 штрафных баллов) | 8:51          |
| 4    | -                  | -            | -         | -                        | -             |
| 5    | Йозеф Херда        | Чехословакия | Победа    | 2-1 (1 штрафной балл)    | -             |
| 6    | Вольдемар Вяли     | Эстония      | Победа    | 2-1 (1 штрафной балл)    | -             |
| 7    | -                  | -            | -         | -                        | -             |

В 1937 и 1938 годах снова подтвердил свой титул чемпиона Европы.
Уже в начале 1930 годов борец переехал в Лапуа, где получил хорошую работу, а в середине 1930-х начал работать на фирму по производству борцовских ковров. В жизни был весьма скромным, немного застенчивым, несмотря на то, что после олимпиады 1936 года женщины в Финляндии находили Коскела весьма привлекательным с его атлетичным телом и классическими чертами лица. Практически никогда не употреблял алкоголь, но от привычки курить так никогда и не избавился. Он участвовал в Зимней войне, а также был призван на службу в войне СССР и Финляндии 1941—1944 года, но в октябре 1941 года был освобождён от дальнейшей службы по возрасту. Он продолжал соревноваться, несмотря на травму спины, полученную им на рубеже 1942—1943 года. Последний раз он принимал участие в соревнованиях в марте 1944 года, и в дальнейшем рассматривался как основной кандидат на должность главного тренера национальной сборной.
Когда летом 1944 года началось массированное наступление советских войск Лаури Коскела в должности капрала был призван в армию вновь. В конце июня 1944 года был легко ранен, но вскоре вернулся на позиции. 3 августа 1944 года находился в траншее близ деревни Паакола (ныне Барышево), и читал письмо. Порывом ветра письмо вырвало у него из рук, и он, потянувшись за ним, на мгновение показался над траншеей. В этот момент пуля советского снайпера попала ему в левое ухо.
Награды Лаури Коскела хранятся в Спортивном центре в Лапуа. Там же до сих пор растёт дуб, посаженный в честь победы борца на Олимпийских играх.